# انجمن بین‌المللی مطالعات درد
انجمن بین‌المللی مطالعات درد، یک انجمن علمی بین‌المللی با محوریت و هدف پژوهش، آموزش، و سیاستگزاری برای فهم ماهیت، پیشگیری و درمان درد است. این انجمن در سال ۱۹۷۳ به رهبری جان بونیکا شکل گرفت. دبیرخانه این انجمن پیشتر در سیاتل، واشینگتن بوده ولی اینک در واشینگتن واقع شده‌است. انجمن همینک نشر مجلات علمی را در دستور کار دارد و بیش از ۷۲۰۰ عضو از ۱۳۳ کشور جهان دارد. پشتیبانی از ۲۰ گروه موضوعی ویژه که اعضای آن‌ها می‌توانند در موضوع تخصصی پژوهشی یا عملیاتی به شبکه بپیوندند و به تبادل ایده و همکاری بپردازند از دیگر فعالیت‌های انجمن بین‌المللی مطالعات درد است.
تعریف پذیرفته شدهٔ انجمن بین‌المللی مطالعات درد، از "درد"; «یک تجربهٔ ناخوشایند ملموس و احساسی مرتبط با آسیب واقعی یا بالقوه به بافتها»، برگرفته از تعریف هارولد میرسکی در سال ۱۹۶۴ است که برای نخستین بار توسط انجمن بین‌المللی مطالعات درد در صفحهٔ ۲۵۰ از شماره ششم نشریه PAIN در سال ۱۹۷۹ منتشر شد.